# Lepanthes turialvae
Lepanthes turialvae är en orkidéart som beskrevs av Heinrich Gustav Reichenbach. Lepanthes turialvae ingår i släktet Lepanthes och familjen orkidéer. Inga underarter finns listade i Catalogue of Life.